# Ромео (фильм)
«Ромео» (англ. Romeos) — дебютный фильм сценариста и режиссёра Сабины Бернарди.

## Сюжет
Трансгендерный мужчина по имени Лукас приезжает в Кёльн, чтобы начать там новую жизнь. Он проходит гормональную терапию и уже внешне выглядит как мужчина. Но ему ещё только предстоит хирургическая коррекция пола, и по документам он всё ещё женщина, поэтому парня поселяют в женское общежитие. Его возмущение действия не возымело. К счастью для него, здесь же живёт его школьная подруга Инэ, которая знает маленькую тайну Лукаса. Она помогает юноше окунуться в ночную клубную жизнь и завести новых друзей. Так Лукас знакомится с харизматичным геем по имени Фабио и влюбляется в него. Но в ситуации Лукаса трудно себе представить какие-либо отношения.

## В ролях
| Актёр              | Роль        |
| ------------------ | ----------- |
| Рик Окон           | Лукас       |
| Максимилиан Бефорт | Фабио       |
| Лив Лиза Фрис      | Инэ         |
| Сигрид Баркхолдер  | мать Лукаса |
| Жиль Чуди          | Герр Бёкен  |